# Тайкондерога (переписна місцевість, Нью-Йорк)
Тайкондерога (англ. Ticonderoga) — переписна місцевість (CDP) в США, в окрузі Ессекс штату Нью-Йорк. Населення — 3250 осіб (2020).

## Географія
Тайкондерога розташована за координатами 43°50′27″ пн. ш. 73°25′22″ зх. д. / 43.84083° пн. ш. 73.42278° зх. д. (43.840893, -73.422731).  За даними Бюро перепису населення США в 2010 році переписна місцевість мала площу 11,27 км², з яких 11,07 км² — суходіл та 0,20 км² — водойми.

## Демографія
Згідно з переписом 2010 року, у переписній місцевості мешкали 3382 особи в 1391 домогосподарстві у складі 859 родин. Густота населення становила 300 осіб/км².  Було 1620 помешкань (144/км²).
Расовий склад населення:
| - 96,9 % — білих - 1,1 % — азіатів - 0,3 % — корінних американців - 0,2 % — чорних або афроамериканців |

До двох чи більше рас належало 1,3 %. Частка іспаномовних становила 1,1 % від усіх жителів.
За віковим діапазоном населення розподілялося таким чином: 22,8 % — особи молодші 18 років, 57,3 % — особи у віці 18—64 років, 19,9 % — особи у віці 65 років та старші. Медіана віку мешканця становила 43,0 року. На 100 осіб жіночої статі у переписній місцевості припадало 94,4 чоловіків;  на 100 жінок у віці від 18 років та старших — 91,5 чоловіків також старших 18 років.
Середній дохід на одне домашнє господарство  становив 72 626 доларів США (медіана — 58 750), а середній дохід на одну сім'ю — 83 969 доларів (медіана — 67 813). Медіана доходів становила 37 589 доларів для чоловіків та 30 568 доларів для жінок. За межею бідності перебувало 18,1 % осіб, у тому числі 27,2 % дітей у віці до 18 років та 1,6 % осіб у віці 65 років та старших.
Цивільне працевлаштоване населення становило 1539 осіб. Основні галузі зайнятості: освіта, охорона здоров'я та соціальна допомога — 38,3 %, роздрібна торгівля — 14,3 %, виробництво — 9,7 %, мистецтво, розваги та відпочинок — 7,3 %.